# Zuiderkruis (schip, 1944)
Het SS Zuiderkruis was een passagiersschip dat als vergroot Victory troepentransportschip met de naam Cranston Victory (VC2-S-AP3) werd gebouwd en een van de drie schepen die na de Tweede Wereldoorlog werd aangekocht door de Staat der Nederlanden van de US War Shipping Administration. Voor oorlogsomstandigheden was de romp versterkt en het schip was geschikt voor het vervoer van zo'n 1600 man. In tegenstelling tot de Liberty schepen konden alle accommodaties geventileerd en verwarmd worden.
Het schip werd korte tijd onder Amerikaanse vlag geëxploiteerd door de South Atlantic Steamship Co. uit Savannah, maar opgelegd en te koop gezet in 1946. De staat kocht het schip in 1947, gaf het onder de naam Zuiderkruis in beheer bij de Koninklijke Rotterdamsche Lloyd te Rotterdam om het te kunnen inzetten als troepentransportschip voor het vervoer naar Nederlands-Indië en later naar Nieuw-Guinea. In haar militaire functie verzorgde de Zuiderkruis ook een van de transporten van Molukse militairen en hun gezinnen naar Nederland.
In 1951 werd het schip omgebouwd tot emigrantenschip bij de Nederlandsche Dok en Scheepsbouw Maatschappij in Amsterdam. Het kreeg een extra dek, de brug werd bovenop gezet en naar voren verplaatst, de accommodaties werden geschikt gemaakt voor 841 passagiers. Achterop kwamen een sport- en een zonnedek. De tonnage ging naar 9.126 brt. In juni 1951 werd het schip opgeleverd.
In 1961 werd het schip overgedragen aan Scheepvaartmij. Trans-Ocean te 's-Gravenhage.
In 1962 werd het omgebouwd tot logementsschip voor de Koninklijke Marine in Den Helder, in september 1963 overgedragen en kreeg het pennantnummer A853.
Op 29 oktober 1969 werd het schip voor de sloop verkocht aan Intershitra, Rotterdam, maar doorverkocht aan een Spaanse scheepssloperij in Bilbao. Gesloopt vanaf 27 november 1969.